# Unterwölblinger Gruppe

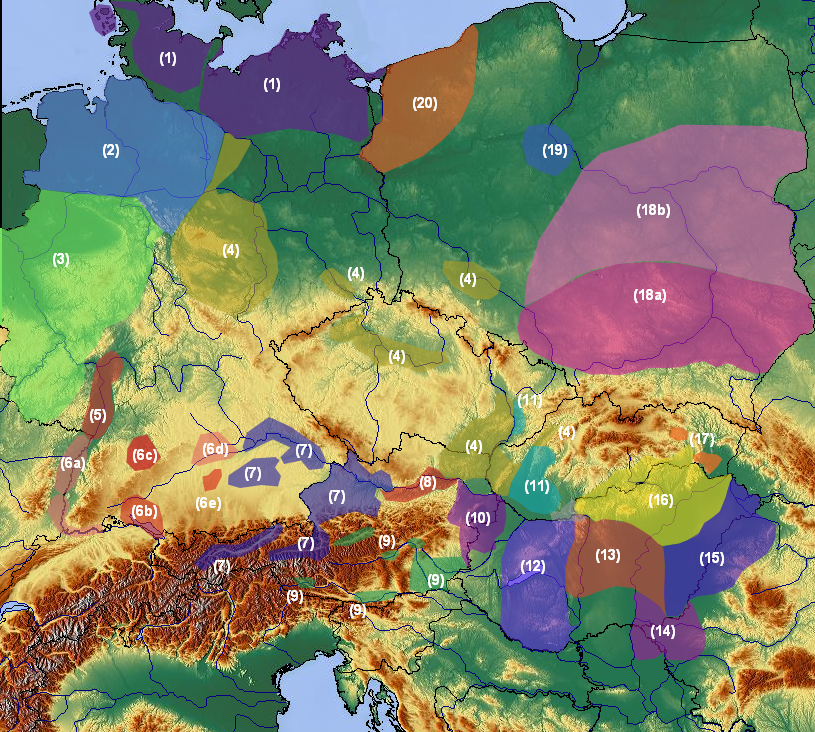
Unterwölblinger Gruppe (8) und Nachbarkulturen.

Die Unterwölblinger (Kultur-)Gruppe ist eine frühbronzezeitliche Kultur, deren Bezeichnung 1937 von Richard Pittioni geprägt wurde, im Hinblick auf den bedeutenden Fundort entsprechender Spuren dieser Kultur in Unterwölbling in Niederösterreich. Diese Kultur geht wohl hervor aus der endneolithischen Glockenbecherkultur und wird in weiterer Folge abgelöst durch die Böheimkirchner Gruppe der Věteřov-Kultur.

## Verbreitungsgebiet
Das Kerngebiet der Unterwölblinger-Kultur erstreckt sich in Nord-Süd-Richtung von der Donau bis zum niederösterreichischen Alpenvorland und in West-Ost-Richtung von der Enns bis zum Wienerwald. Im oberösterreichischen Alpenvorland vermischten sich Elemente der Straubinger Gruppe und der Unterwölblinger-Kultur zur „Linzer Kulturgruppe“. Bevorzugte Siedlungsgebiete waren die Unterläufe der Donaunebenflüsse Enns, Ybbs, Melk, Fladnitz, Traisen und der Großen Tulln.

## Handwerk und Kulturtechnik
Während die Träger der zeitgleichen Aunjetitzer Kultur den Bronzeguss, mit dem Ergebnis massiver Werkstücke, bevorzugten, stellten die Vertreter der Unterwölblinger-Kultur ihre Metallerzeugnisse vorwiegend aus geschmiedeten Blechen her und verzierten diese mit Punkten. So finden sich unter anderem als Grabbeigaben in Frauengräbern Reste von Lederkappen, die durch Bronzeblechstreifen gehalten/verziert wurden. Zu den dieser Kultur zuzuordnenden Schmuckstücken zählten auch Ketten mit Gliedern aus unterschiedlichsten Materialien (Muscheln, Bernstein, Bronze, Bronzeblechröllchen, Knochen etc.), mit trapezförmigen Anhängern aus Knochen und aus Draht gefertigter, paarweise getragener Schläfenschmuck. Funde bronzener Dolche und Randleistenbeile belegen das metallurgische Wissen dieser Kultur. Ornamentierte Blechbänder waren auch Zierde der Kleidung, die teilweise aus Schafwolle hergestellt wurde. Ein Spinnwirtel aus Ton, gefunden in Unterwinden, belegt wohl, dass schon die Träger der Unterwölblinger-Kultur über Kenntnisse der Weberei verfügten.
Die „Unterwölblinger Tasse“ als keramische Leitform zeichnet sich aus durch Dreigliederung in Mundsaum, Hals und Körper, mit kleinen Bandhenkeln ausgestattet, insgesamt kugelig bis schlauchförmig gehalten. Häuser wurden in Pfostenbauweise errichtet, teilweise als zweischiffige Langhäuser (Wohnbauten) mit Ausmaßen von rund 20 × 6 Meter. Die Wände bestanden aus Flechtwerk mit Lehmbewurf. Als Haustiere sind Rinder, Schafe, Schweine, Ziegen und Hunde anzusehen. Getreidemehl, Wildtiere und Flussmuscheln ergänzten das Nahrungsrepertoire. Medizinische Handlungen in Form von Schädeloperationen sind nachweisbar.

## Bestattungsriten
Die Träger der Unterwölblinger Kultur bestatteten ihre Verstorbenen in Hockerstellung (mit angewinkelten Extremitäten) und geschlechtsspezifischer Ausrichtung, analog zu den Bestattungsriten der Glockenbecherkultur. Männer wurden mit dem Kopf nach Norden und Frauen mit dem Kopf nach Süden, mit gemeinsamer Blickrichtung nach Osten bestattet. Grundsätzlich waren Einzelbestattungen üblich. Auch bei den Grabbeigaben gab es Unterschiede zwischen den Geschlechtern. Waffen (Bronze-/Stein-Beile, Dolche) finden sich nur in Gräbern von Männern, Schmuckstücke überwiegen in den Frauengräbern, wenngleich Schmuck (Ösenhalsreifen, Spiralhalsreifen, Armreifen, Fingerringe, Schmucknadeln, Dentalien …) auch von Männern getragen wurde. In den Bestattungsriten zeigt sich auch eine Gliederung in mindestens zwei soziale Schichten. So wurden Gräber der Oberschicht wesentlich tiefer ausgehoben. Aus diversen Grabfunden zeigt sich auch, dass bereits in dieser Kultur medizinische Eingriffe im Bereich des Kopfes vorgenommen wurden. Aus zahlreichen Grabfunden ist ableitbar, dass die Vertreter dieser Kulturgruppe eine, für unsere Zeit, geringe Lebenserwartung hatten und mannigfaltige Mangelkrankheiten typisch für diese Kultur waren.

## Bedeutende Fundstellen in Niederösterreich
- Unterwölbling
- Franzhausen I
- Gemeinlebarn A & F
- Oberndorf
- Ossarn
- Pottenbrunn
- Ragelsdorf (Depotfund)
- Unterradlberg